# عبادة بن ماء السماء
عُبادة بن مَاء السماء شاعر أندلسي، وأحد رواد فن الموشحات.
ينتهي نسب أبي بكر عبادة بن عبد الله بن محمد بن عبادة الأنصاري المعروف ابن ماء السماء إلى الصحابي سعد بن عبادة. كان ابن ماء السماء من كبار شعراء العامريين، وله دور كبير في تهذيب فن الموشحات في الأندلس، وقد عُرف عنه تشيعه. ولابن ماء السماء كتاب اسمه «أخبار شعراء الأندلس». توفي ابن ماء السماء بمالقة عام 422 هـ.